# 月刊キャロル
『キャロル』は、かつて講談社が発行していた日本の月刊少女漫画雑誌。1983年3月1日創刊（創刊号は1983年4月号）。1984年に休刊。

## 概要
同社発行の小中学生向け少女漫画雑誌『なかよし』の姉妹誌である。小学生のたのしいまんが誌というキャッチコピー通り、『なかよし』はもとより、『りぼん』(集英社発行)・『ひとみ』(秋田書店発行：1991年休刊)・『ちゃお』（小学館発行）の読者よりも低年齢層にあたる女子小学生全般をターゲットとしていた（ちなみに1980年代前半当時の『なかよし』は小学校高学年から中学生の女子がメインターゲットであった）。看板作品は女児向けに製作されたオリジナルアニメの『魔法の天使クリィミーマミ』（スタジオぴえろ制作、1983年から1984年にかけて日本テレビ系で放送）と『とんがり帽子のメモル』（東映動画(現・東映アニメーション)制作、1984年から1985年にかけてテレビ朝日・朝日放送などのテレビ朝日系で放送）の原案を漫画化したものであった。
しかし、『魔法の天使クリィミーマミ』のアニメ版放映終了と同時期である1984年7月号限りで休刊、事実上廃刊した。
9年後の1993年にも本誌と類似したコンセプトを持つ『るんるん』（隔月刊誌）が創刊されたが、こちらも1998年に休刊した。

## 連載作品
作品名の順番に関しては連載開始順に従い、その次に作者名五十音順に従う。
| 作品名                                    | 作者（作画）   | 原作者など | 連載開始     | 連載終了     | 備考                         |
| ----------------------------------------- | -------------- | ---------- | ------------ | ------------ | ---------------------------- |
| VIVA!あかねちゃん                         | 上原きみ子     | －         | 1983年4月号  | 1984年7月号  | 創刊号から休刊号まで連載。   |
| ごきげんポシェットくん                    | おかのきんや   | －         | 1983年4月号  | 1984年7月号  | 創刊号から休刊号まで連載。   |
| それいけ!ちゅっちゅ                       | こなみかなた   | －         | 1983年4月号  | 1984年3月号  | －                           |
| じゃんけんチョコちゃん                    | 小橋もと子     | －         | 1983年4月号  | 1984年7月号  | 創刊号から休刊号まで連載。   |
| オレはまたはちろ〜!                       | 坂本しゅうじ   | －         | 1983年4月号  | 1984年7月号  | 創刊号から休刊号まで連載。   |
| ちあきのパイナップル日記                  | 高畑梨絵       | －         | 1983年4月号  | 1983年12月号 | －                           |
| うきうきDoing                             | 戸井幸子       | －         | 1983年4月号  | 1983年10月号 | －                           |
| きらきら☆セーラ                           | ときまつさなえ | －         | 1983年4月号  | 1984年5月号  | －                           |
| 乙女のブレンバスター                      | 成井紀郎       | －         | 1983年4月号  | 1983年7月号  | －                           |
| ひみつの花園                              | 文月今日子     | －         | 1983年4月号  | 1984年1月号  | －                           |
| ふたりでチェリー                          | 三浦みつる     | －         | 1983年4月号  | 1984年3月号  | －                           |
| ミラクルラビちゃん                        | 高梨鉄平       | －         | 1983年6月号  | 1984年3月号  | －                           |
| さっちゃんの行進曲                        | 波間信子       | －         | 1983年6月号  | 1983年8月号  | －                           |
| 動物ばかりの楽しい国 ムニュ・ムニュランド | エンゼル松本   | －         | 1983年7月号  | 1984年2月号  | －                           |
| 魔法の天使クリィミーマミ                  | 北川ゆうこ     | 伊藤和典   | 1983年7月号  | 1984年7月号  | テレビアニメのコミカライズ。 |
| エリカの丘の物語                          | 原ちえこ       | －         | 1983年10月号 | 1984年7月号  | －                           |
| キャンディ♥ロマンス                       | 伊藤かこ       | －         | 1983年11月号 | 1984年1月号  | －                           |
| 走れ!ハッピーロード                       | 樹崎真美       | －         | 1984年1月号  | 1984年3月号  | －                           |
| とんがり帽子のメモル                      | 高畑梨絵       | －         | 1984年3月号  | 1984年7月号  | テレビアニメのコミカライズ。 |
| やんちゃ姫                                | エンゼル松本   | －         | 1984年4月号  | 1984年7月号  | －                           |
| 3丁目のすずめたち                         | さこう栄       | －         | 1984年4月号  | 1984年5月号  | 前後編での掲載。             |
| ミリちゃん旋風                            | 瀬戸みのり     | －         | 1984年4月号  | 1984年7月号  | －                           |
| サラダ畑通信                              | 伊藤かこ       | －         | 1984年5月号  | 1984年7月号  | －                           |
| かわいそ山のオニ子ちゃん                  | こなみかなた   | －         | 1984年5月号  | 1984年7月号  | －                           |
| とんでもランチ                            | 布浦翼         | －         | 1984年5月号  | 1984年7月号  | －                           |

## 読み切り作品
作品名の順番に関しては掲載順に従い、その次に作者名五十音順に従う。
| 作品名                            | 作者             | 掲載号       | 備考                                                           |
| --------------------------------- | ---------------- | ------------ | -------------------------------------------------------------- |
| 男の子にはまけないぞ!             | さこう栄         | 1983年4月号  | －                                                             |
| 不思議なおとなりさん              | 銀雪子           | 1983年4月号  | －                                                             |
| きゃっ♥白雪王子さま               | 曽祢まさこ       | 1983年4月号  | －                                                             |
| あ・い・ら・ぶ♥るんちゃん         | 阿部ゆたか       | 1983年6月号  | －                                                             |
| 四つ葉のクローバー                | まきのむら       | 1983年6月号  | －                                                             |
| ミルキーメッセージ                | 樹崎真美         | 1983年7月号  | －                                                             |
| さとう菓子のお人形                | 銀雪子           | 1983年7月号  | －                                                             |
| デイジー館の天使たち              | いとうかこ       | 1983年8月号  | 当読み切りのみ「いとうかこ」名義（他作品は「伊藤かこ」名義）。 |
| 麦わら帽子と水色リボン            | さこう栄         | 1983年8月号  | －                                                             |
| シッチャカ芽香ちゃん              | みづち憧         | 1983年8月号  | －                                                             |
| 夏の魔法にご用心                  | 伊藤かこ         | 1983年9月号  | －                                                             |
| プールサイド♥レポート             | 樹崎真美         | 1983年9月号  | 「レポート」シリーズ。                                         |
| 屋根裏部屋のお友だち              | 銀雪子           | 1983年9月号  | －                                                             |
| 水曜日はきらきら星                | 阿部ゆたか       | 1983年10月号 | －                                                             |
| ほほえんで♥サミー                 | 樹崎真美         | 1983年10月号 | －                                                             |
| おにいちゃんはハート♥きゅんきゅん | みづち憧         | 1983年10月号 | 「シッチャカ芽香ちゃん」の続編。                               |
| 虹色のガラス玉                    | 銀雪子           | 1983年11月号 | －                                                             |
| たぬきとたんぼ                    | 松本るい         | 1983年11月号 | －                                                             |
| トライアングル♥レポート           | 樹崎真美         | 1983年12月号 | 「レポート」シリーズ。                                         |
| くるみちゃんにアッカンベ!         | さこう栄         | 1983年12月号 | －                                                             |
| 月の光のルゥナ                    | 銀雪子           | 1984年1月号  | －                                                             |
| ばら色ポプリ                      | めるへんめーかー | 1984年1月号  | －                                                             |
| どきどきラブ♥シュプール           | 阿部ゆたか       | 1984年2月号  | －                                                             |
| 午後3時の恐怖                     | 高畑梨絵         | 1984年2月号  | －                                                             |
| ばいばい!ルル                     | 布浦翼           | 1984年2月号  | －                                                             |
| とんでもチャイナガール            | みづち憧         | 1984年2月号  | －                                                             |
| 夢みて♥ポプリ                     | あきづき志穂     | 1984年3月号  | －                                                             |
| たんぽぽ咲いたら                  | まきのむら       | 1984年3月号  | －                                                             |
| ぐうたらニミちゃん                | こなみかなた     | 1984年4月号  | －                                                             |
| 魔法の家の午後                    | 銀雪子           | 1984年4月号  | －                                                             |
| ライバルはおねえちゃん            | みづち憧         | 1984年4月号  | －                                                             |
| わすれ髪の姫君                    | 曽祢まさこ       | 1984年5月号  | －                                                             |
| 6月のおくりもの                   | 阿部ゆたか       | 1984年6月号  | －                                                             |
| 課外授業 レポート                 | 樹崎真美         | 1984年6月号  | 「レポート」シリーズ。                                         |